# Davidov
Davidov je obec na Slovensku v okrese Vranov nad Topľou ležící na východním okraji Slanských vrchů. Žije zde 781 obyvatel.

## Poloha
Obec se nachází v severozápadní části Východoslovenské nížiny, v podcelku Východoslovenská pahorkatina, na východním svahu Slanských vrchů, v údolí potoka Olšava v povodí řeky Topľa. Území obce se rozkládá v nadmořské výšce v rozmezí 160 až 650 m, střed obce mý výšku 197 m n. m.
Západně od obce se nachází přírodní památka Zapikan, soutěska Komorského potoka. 

Sousedními obcemi jsou na severu a severovýchodě Kamenná Poruba, na východě Sačurov, na jihu Cabov, na západě Banské a na severozápadě Vechec.

## Historie
První písemná zmínka o obci pochází z roku 1361, kde je uváděna jako Dauidhaza. Další názvy byly Dauidwagasa v roce 1399, Dewith v roce 1458. Od roku 1773 je nazývána Dawidow, v roce 1808 Dawidovce a od roku 1920 Davidov, maďarsky Dávidvágás. Do 17. století náležela k panství Čičava. 
V roce 1556 byla daněna ze dvou port a v roce 1715 měla 12 opuštěných a 18 obývaných domácností. V roce 1878 žilo v 74 domech 518 obyvatel, v roce 1828 žilo 517 obyvatel v 77 domech.
Hlavní obživou bylo zemědělství, dřevorubectví a uhlířství.

## Církev
Největší zastoupení věřících je v řeckokatolické a římskokatolické církvi. V roce 2011 v obci žilo 794 obyvatel, nichž se hlásilo 594 k řeckokatolické církvi a 166 k římskokatolické, sedm k evangelické církvi augsburského vyznání a jeden k pravoslavné církvi.
Řeckokatoličtí věřící (594 z 794 obyvatel v roce 2011) mají k dispozici farní kostel Nanebevstoupení Páně z roku 1977 náležející pod děkanát Vranov nad Topľou-Čemerné, archeparchie prešovské.
V obci Davidov stál dřevěný chrám už v roce 1428, který byl v roce 1780 nahrazen zděnou stavbou, zasvěcený svatému Michaeli archandělovi. K témuž roku je vztahován vznik řeckokatolické farnosti a založení matriky. V době druhé světové války byl chrám vážně poškozen. Opravován byl v sedmdesátých letech 20. století. Při opravě se zřítil strop. Práce na opravě byly zastaveny a obnoveny až v roce 1977, kdy byl dokončen a vysvěcen. Dne 14. října 1982 byl zasvěcen Nanebevstoupení Páně. V roce 2013 byl chrám vymalován a v roce 2014 byl zhotoven nový ikonostas.
Římskokatoličtí věřící (181 z 866 obyvatel v roce 2001) mají k dispozici moderní filiální kostel Panny Marie Královny náležející od roku 1769 pod římskokatolickou farnost Sačurov, děkanátu Vranov nad Topľou, arcidiecéze košické.

## Znak
Blason: v  modrém štítu na zeleném oblém pažitu dva jeleni se stříbrnou zbrojí. Znak byl schválen v roce 1998. Je vytvořen podle otisku obecního pečetidla z roku 1787.